# Miridiba brancuccii
Miridiba brancuccii är en skalbaggsart som beskrevs av Guido Sabatinelli 1983. Miridiba brancuccii ingår i släktet Miridiba och familjen Melolonthidae. Inga underarter finns listade i Catalogue of Life.